# شهرستان حضر
شهرستان حضر (به عربی: قضاء الحضر) یک منطقهٔ مسکونی در عراق است که در استان نینوا واقع شده‌است.